# Famille Lasram
Cette page explique l’histoire ou répertorie les différents membres de la famille Lasram.
La famille Lasram (arabe : الأصرم) est une famille tunisienne affiliée à la grande notabilité tunisoise.

## Historique
Descendante d'une tribu yéménite qui a participé à la conquête de l'Ifriqiya, elle élit domicile à Kairouan au moment de la fondation de la ville par Oqba Ibn Nafi al-Fihri au VIIe siècle ; l'une des portes de Kairouan, Bab Asram du nom de l'ancêtre, se situait dans le quartier ouest de la cité.
Durant les luttes successorales entre Hussein ben Ali et son neveu Ali Pacha, les deux frères Ahmed Lasram et Mohamed Lasram Ier s'exilent vers 1735 avec les fils du fondateur de la dynastie husseinite en Algérie et sont très proches de l'aîné, Mohamed Rachid Bey. En 1756, les Lasram sont honorés par Mohamed Rachid Bey et Ali Ier Bey. Ils s'installent à Tunis et forment depuis une véritable oligarchie de secrétaires de chancellerie et de premiers secrétaires (bach kateb) jusqu'au dernier d'entre eux, Mohamed Lasram IV.
À la fin du XIXe siècle, les Lasram perdent leur place prépondérante dans la chancellerie beylicale. Après quoi, ils vivent dans la médina de Tunis des revenus de leurs propriétés immobilières et foncières et comptent aussi quelques notaires (uduls), parmi lesquels Mohamed Lasram (1820-1912).
Au XXe siècle s'illustre Mohamed Lasram (1866-1925), haut fonctionnaire, directeur de la Khaldounia fondée en 1896 et figure du mouvement national. Abdelaziz Lasram est nommé ministre de l'Économie sous la présidence de Habib Bourguiba. En 1989, Mustapha Lasram est élu membre associé de l'Académie d'agriculture de France. Zoubeïr Lasram et Khaled Lasram, tous deux universitaires et théoriciens de l'art, acquièrent un certain renom en tant qu'artistes plasticiens. Seifallah Lasram est par ailleurs désigné maire de Tunis après la révolution de 2011.
Les Lasram ont habité à partir du XIXe siècle des demeures baptisées Dar Lasram, comme celui de la rue du Tribunal, celui de la place Ramadhan Bey et celui de Sidi Bou Saïd.

## Personnalités
- Abdelaziz Lasram (1928-2017), ministre de l'Économie nationale et dirigeant sportif
- Ahmed Lasram (v. 1710-v. 1780), premier secrétaire, documentaliste et poète
- Ahmed Lasram (?-1858), wakil el râbta (charge des greniers de l'État)
- Hammouda Lasram (?-1835), khodja des Zouaouas (intendant des régiments de cavalerie berbère)
- Mahmoud Lasram (?-1837), premier secrétaire
- Mohamed Ali Lasram (1919-2005), mudarris (professeur) d'histoire et de pensée islamique à l'université Zitouna
- Mohamed Lahbib Lasram (1754-1818), kateb (secrétaire) et poète
- Mohamed Lasram (?-1835), kahia du khodja des Zouaouas (intendant en second des régiments de cavalerie berbère)
- Mohamed Lasram (1820-1912), notaire (udul) et participant à la manifestation de Tunis
- Mohamed Lasram (1866-1925), homme politique nationaliste
- Mohamed Lasram (1875-1960), pianiste et fondateur de la La Rachidia dont il est le premier directeur artistique
- Mohamed Lasram (1923-1981), délégué à Hammam Lif, Le Kef et Tunis (1957-1977)
- Mohamed Lasram Ier (1720-1806), caïd-gouverneur puis khodja des Zouaouas (intendant des régiments de cavalerie berbère)
- Mohamed Lasram II (?-1827), kahia du premier secrétaire
- Mohamed Lasram III (?-1827), premier secrétaire
- Mohamed Lasram IV (1775-1861), premier secrétaire et poète
- Seifallah Lasram, maire de Tunis, président de la délégation spéciale (2011-2018)